# Centre d'Esplai Infantil i Juvenil Mowgli
El Centre d'Esplai Infantil i Juvenil Mowgli (abreujat CEIJ Mowgli), anomenat durant els seus orígens Club Sant Miquel, és un esplai català situat al barri del Pedró de Cornellà de Llobregat. Fou fundat l'any 1971, en un context de gran inestabilitat social i demogràfica, per iniciativa de diverses persones vinculades al món del lleure i amb el suport de l'església parroquial de Sant Miquel Arcàngel i la seva escola al mateix barri de la ciutat.
Després d'una etapa inicial de creixement vinculada al lleure catolicista, a mitjan dècada del 1980 tingué un rol actiu en el moviment d'esplais laics del Baix Llobregat i en la coordinació mútua amb d'altres centres comarcals similars per a la fundació de Movibaix. D'ençà del 1989 ocupa l'antic edifici d'oficines de la desapareguda indústria local Tubs Bonna i, per la seva continuïtat i el seu mètode en la pedagogia de l'oci, ha esdevingut un dels punts més importants i històrics de l'associacionisme jove tant de la ciutat cornellanenca com del panorama de l'esplai a Catalunya.

## Història

### Context social previ a la seva creació
L'esplai Mowgli fou dels primers que es va fundar a Catalunya durant la dècada de la fi del franquisme. El seu context de creació estigué marcat per la conflictivitat social, la pobresa estructural generada per l'autarquia de les dècades anteriors i per la gran onada d'immigració als municipis de l'Àrea Metropolitana de Barcelona durant les dècades del 1950 al 1970 —que va comportar un creixement urbanístic i poblacional desorbitats a Cornellà i passà de 10.000 a gairebé 80.000 habitants en menys de vint anys.
A Cornellà, en aquell context només hi existia l'Esplai Vol i Vol (inicialment Esplai Vol i Vol - Flama), que estava situat al Patronat de Cornellà del barri Centre. Això suposava una distància i cert aïllament del barri Pedró i el seu teixit jove respecte el centre de la ciutat. Durant la dècada de 1960, només s'hi documenten algunes excursions i colònies puntuals a partir del curs 1961-1962, que van ser organitzades al Montmany (Cervelló) per l'escola depenent de l'església parroquial de Sant Miquel Arcàngel, construïda el 1954. Per mitjà d'una col·lecta entre les diferents parròquies s'aconseguia cada any organitzar unes colònies anuals per als alumnes amb menys recursos, i és que atesa la situació social de l'alumnat d'aquest centre, era l'únic moment de l'any en què la canalla podia gaudir d'accés a una piscina o a unes jornades de convivència infantil.
Nogensmenys, l'aparició del CEIJ Mowgli juntament amb altres centres similars a la comarca del Baix Llobregat permeté d'oferir una educació complementària i accessible públicament que no era possible d'abastar per part de l'ensenyament escolar i que, a més a més, contribuí a vertebrar els barris i a l'adopció de referents positius i de coneixement de l'entorn de país i del català en barris degradats, no consolidats o en grups en risc d'exclusió i sense mobilitat social.

### Fundació i primers anys
El CEIJ Mowgli sorgí a conseqüència del cristianisme de base i l'esperit de justícia social i estigué directament lligat a la sociologia de la lluita veïnal i sindicalista de personalitats destacades de la ciutat com Joan Nepomucè García-Nieto i París. Els nomenaments el maig de 1970 de Francesc Miracle i Romeu com a rector de l'església parroquial de Sant Miquel Arcàngel i, alhora, com a màxim responsable de l'escola parroquial de Sant Miquel (que en aquell moment ja acollia uns 1.000 alumnes), així com el de Miquel Garriga i Bea com a vicari, varen propiciar un ambient d'obertura a les necessitats de diversió juvenil i al dret d'associació de diversos col·lectius. Fou a partir d'aquest moment que es varen dur a terme diverses negociacions amb nois de la parròquia per a la creació d'un primer nucli de joves als quals se'ls cedia el local per a finalitats recreatives.
L'octubre de 1971, un grup de noies provinents de l'església de Santa Maria de Cornellà, que s'havien assabentat de la idea de constituir un nou esplai, s'hi varen oferir per a treballar. Anomenat inicialment Club Sant Miquel, en foren fundadores la primera fornada de monitores, constituïda per Àngels Pou, Beba Barba i Maria Garcia, així com el mateix Miquel Garriga i Bea. Poc després hi entraren a formar part en una segona generació els germans Jordi i Xavier Balderas i Pérez, Joan Batlle i Bastardas, Herminia de Arriba Miranda i Pura Escobar Corvo, entre d'altres. Una de les noves incorporacions de l'època, Teresa Garcia, fou la que proposà el canvi de nom de Club Sant Miquel a Esplai Mowgli, que homenatjava el personatge principal de la novel·la infantil El llibre de la selva (1894) i de la seua adaptació cinematogràfica, estrenada el 1967.
L'inici de l'activitat com a esplai dugué a terme els criteris de la coeducació (no permesa en l'àmbit escolar pel franquisme, ja que hi imposava la segregació per sexes) i els principis de la pedagogia activa, que fomentaren activitats d'experimentació, construcció i materials manipulatius per a la canalla. A més a més, s'hi refermà la normalització del català, la participació en la recuperació de les festes populars pròpies de Cornellà i l'ús sense censura de les places del barri i l'espai públic per a finalitats lúdiques d'organitzacions socials. Aquest mètode s'aplicà a través de grups de 10 joves guiats per un monitor i un ajudant de monitor i amb activitats a l'aire lliure en l'entorn natural en la mesura que fos possible, ateses les dificultats de la densitat poblacional i gentrificació de Cornellà. Segons el testimoni del mateix Garriga i Bea, la primera sortida de l'entitat després del seu naixement fou a Montjuïc.
Abans d'assolir la maduresa com a centre neuràlgic juvenil del barri, el CEIJ Mowgli patí una crisi que estigué a punt de fer-lo desaparèixer. Les desavinences i circumstàncies personals de diversos monitors comportaren la renúncia de fins a una vintena de membres, fet que provocà que el curs 1975-1976 comencés amb pràcticament només 4 educadors. Això comportà moments delicats per a la supervivència de l'espai, que foren revertits per mitjà de Batlle i Bastardas i el teixit familiar i social que hi va romandre. El manteniment d'aquesta activitat fou clau per facilitar una posterior fornada de monitors a partir de la mainada que ja havia crescut al mateix Mowgli, la qual permeté estabilitzar en gran manera el rumb del centre lúdic per al decenni vinent.

### Maduresa i laïcització
Cap a la fi de la dècada del 1970, els canvis en la Transició espanyola van comportar la desvinculació de molts esplais amb l'Església i, alhora, la seua aproximació cap als nous ajuntaments democràtics per tal de disposar de més espais i recursos. També en aquests anys van aparèixer d'altres nous esplais als barris limítrofs de la Gavarra i Sant Ildefons. I és que a partir dels anys 1980 es van crear dos corrents marcats i organitzats institucionalment a partir d'aquesta situació: d'una banda, Esplais Catalans (ESPLAC, laic i fundat el 1982) i, de l'altra, Moviment de Centres d'Esplai Cristians (MCEC, sorgit el 1985 i de fe catòlica). El CEIJ Mowgli, així com d'altres centres de la mateixa naturalesa, ja havia assumit una certa maduresa després d'una dècada d'activitat i, amb d'altres espais baixllobregatencs influenciats pel sindicalisme i moviments veïnals, va convocar una trobada el 26 de febrer de 1983 a l'Orfeó Catalònia, també al barri del Pedró de Cornellà. Aquella sessió, que duia el lema «El moviment es demostra caminant» va acabar convertint-se en la precursora de l'organització Moviment Educatiu en el Temps Lliure Infantil i Juvenil del Baix Llobregat (Movibaix), de marcat esperit aconfessional.
El 1985 es va convertir en una associació regularitzada i regida per estatuts propis i fou l'any 1989 quan, després de diverses reivindicacions veïnals, l'Ajuntament de Cornellà els cedí el seu local actual a la plaça de Josep Tarradellas, situada als terrenys de l'antiga fàbrica local Tubs Bonna (l'edifici de l'esplai n'ocupa les antigues oficines). Fou a partir d'aquell moment que el centre veié una estabilització definitiva i una continuïtat de futur en la seva tasca, que es veié complementada amb la interacció en el teixit cultural i educatiu de la ciutat. El CEIJ Mowgli passà a mentoritzar i supervisar el menjador del CEIP Ignasi Iglésias del mateix barri i també formà part de les edicions de la Jordiada o integrà la Coordinadora contra la Marginació local. El 1992, després de la trajectòria de creixement dels esplais a la ciutat, l'entitat fou una de les cofundadores de la Coordinadora de Centres d'Esplai de Cornellà de Llobregat. A més a més, el col·lectiu de joves que en formà part al tombant dels anys 1990 també s'implicà en la formació de la Colla de Geganters de Cornellà i en la inauguració oficial del 1991 del parell de gegants locals.

### Consolidació i metodologia lúdica
Tal com va passar amb altres esplais de Movibaix, el CEIJ Mowgli adoptà entre mitjan dècada de 1980 i els anys 1990 un model innovador de pedagogia d'esplai basat en la combinació del voluntariat i de la professionalització. Aquest fet anà lligat a un desplegament institucional de les polítiques de joventut, que es manifestaren tant en l'Ajuntament de Cornellà amb una regidoria pròpia, com a la Generalitat de Catalunya amb la creació de la Direcció General de Joventut. Això permeté que l'actuació d'aquest centre s'eixamplés més enllà dels caps de setmana i de les excursions o colònies cap a un model públic i permanent complementari de l'educació reglada, que començà a gaudir de més prestigi i expertesa amb títols oficials de monitor d'esplai.
La seva consolidació fins al model actual tingué lloc, doncs, entre les dècades del 1990, del 2000 i del 2010. No obstant això, el CEIJ Mowgli continuà la seva millora del model lúdic dins la Fundació Catalana de l'Esplai, en la qual esdevingué pioner a l'inici de la dècada del 2010 en la incorporació d'un espai familiar adreçat a infants d'entre 0 i 3 anys. Aquesta metodologia pedagògica com a espai de trobada i d'estones de joc, importada del centre d'Europa i dels països nòrdics, serví posteriorment d'exemple per a d'altres espais familiars en diferents esplais dels municipis veïns. Per la seva dilatada trajectòria i el seu mètode lúdic, el CEIJ Mowgli ha estat considerat un referent de l'educació en el lleure i del treball comunitari en aquest municipi i al Baix Llobregat.